# Apteronotus brasiliensis
Apteronotus brasiliensis es una especie de pez de agua dulce del género Apteronotus de la familia Apteronotidae, en el orden de los Gymnotiformes. Es denominada comúnmente morena, cherogá, pez cuchillo, etc. Se distribuye en ambientes acuáticos de Sudamérica cálida.

## Taxonomía
Esta especie fue descrita originalmente en el año 1852 por el zoólogo danés Johannes Theodor Reinhardt, bajo el término científico de Sternarchus brasiliensis.
Etimología
Etimológicamente el nombre genérico Apteronotus se construye con palabras del idioma griego, en donde: aptero significa 'sin aletas' y noton es 'espalda', haciendo así referencia a la ausencia de su aleta dorsal. El término específico brasiliensis alude al país de donde proviene el ejemplar tipo: Brasil.

## Morfología
Posee su cuerpo la forma de un cuchillo comprimido; no presenta ni aletas pélvicas ni dorsal, siendo la aleta anal extremadamente larga y ondulante para permitirle moverse tanto hacia delante como hacia atrás. Sí cuenta con aleta caudal y un órgano filiforme que nece en el dorso. Sus ojos son muy pequeños, delante de los mismos se conectan las líneas laterales sensoriales; los huesos infraorbitales están osificados formando un tubo delgado. También poseen un órgano que genera descargas eléctricas de alta frecuencia.

## Distribución y hábitat
Esta especie se distribuye en los cursos fluviales de Sudamérica cálida oriental, desde la cuenca del río São Francisco, hasta la cuenca del Plata, en los ríos Paraná y Uruguay, en los países de Brasil, Paraguay, el nordeste de la Argentina, y el oeste del Uruguay.